# Liste der Einträge im National Register of Historic Places im Palo Alto County

Lage des Palo Alto County in Iowa

Die Liste der Einträge im National Register of Historic Places im Palo Alto County in Iowa führt alle Bauwerke und historischen Stätten im Palo Alto County auf, die in das National Register of Historic Places aufgenommen wurden.
| [ 2 ] | Name                      | Bild                      | Eintragsdatum        | Lage                                                               | Ort        | Beschreibung                                       |
| ----- | ------------------------- | ------------------------- | -------------------- | ------------------------------------------------------------------ | ---------- | -------------------------------------------------- |
| 1     | Emmetsburg Public Library | Emmetsburg Public Library | 1983 ID-Nr. 83000397 | 10th Street (neben dem Courthouse) 43° 6′ 38,5″ N, 94° 40′ 37,7″ W | Emmetsburg | Von 1911 bis 1912 errichtete Carnegie-Bibliothek   |
| 2     | First Presbyterian Church |                           | 2010 ID-Nr. 10000276 | 101 1st Avenue Southwest 42° 57′ 34,9″ N, 94° 26′ 47,1″ W          | West Bend  | 1889 im spätviktorianischen Stil errichtete Kirche |
| 3     | Grotto of the Redemption  | Grotto of the Redemption  | 2001 ID-Nr. 00001679 | 300 North Broadway 42° 57′ 50″ N, 94° 26′ 44″ W                    | West Bend  | Ab 1912 errichteter katholischer Wallfahrtsort     |
| 4     | Ormsby-Kelly House        |                           | 1977 ID-Nr. 77000545 | 2403 West 7th Street 43° 6′ 46″ N, 94° 41′ 2″ W                    | Emmetsburg | 1876 im Italianate-Stil errichtetes Wohnhaus       |